# Petinha-de-garganta-ruiva

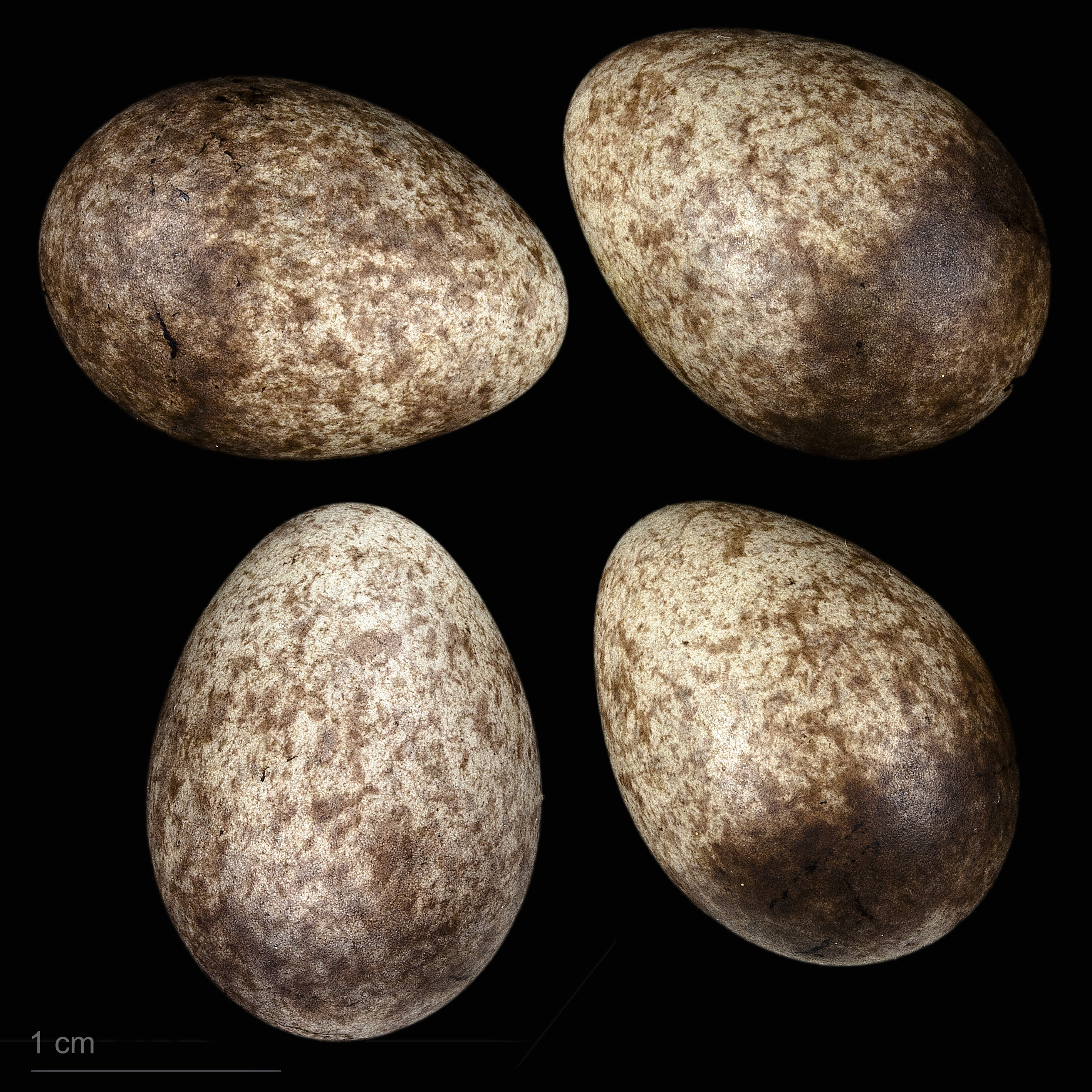
Anthus cervinus - MHNT

A petinha-de-garganta-ruiva (Anthus cervinus) é uma ave da família Motacillidae. É bastante parecida com a petinha-das-árvores. Quando em plumagem nupcial, distingue-se facilmente pela tonalidade alaranjada do mento e das faces.
Esta petinha nidifica nas regiões árcticas e inverna em África. Em Portugal pode considerar-se uma migradora de passagem muito raro.

## Subespécies
A espécie é monotípica (não são reconhecidas subespécies)